# Wappen der Polizeibezirke Islands
Diese Liste zeigt Wappen der 25 Polizeibezirke (sýslumenn) Islands.
Syssel, Polizeibezirk, ist eine (historische) Verwaltungseinheit in vielen nordischen Ländern und entspricht einem Landkreis. 
Die sýslur werden auch als geografische Regionen verstanden, sind aber keine politische Einheit.

## Liste
| Lage | Wappen | Polizeibezirk      | Anmerkungen |
| ---- | ------ | ------------------ | ----------- |
|      |        | Akranes            |             |
|      |        | Akureyri           |             |
|      |        | Blönduós           |             |
|      |        | Bolungarvík        |             |
|      |        | Borgarnes          |             |
|      |        | Búðardalur         |             |
|      |        | Eskifjörður        |             |
|      |        | Hafnarfjörður      |             |
|      |        | Hólmavík           |             |
|      |        | Húsavík            |             |
|      |        | Hvolsvöllur        |             |
|      |        | Höfn               |             |
|      |        | Ísafjörður         |             |
|      |        | Keflavík           |             |
|      |        | Flughafen Keflavík |             |
|      |        | Kópavogur          |             |
|      |        | Patreksfjörður     |             |
|      |        | Reykjavík          |             |
|      |        | Sauðárkrókur       |             |
|      |        | Selfoss            |             |
|      |        | Seyðisfjörður      |             |
|      |        | Siglufjörður       |             |
|      |        | Stykkishólmur      |             |
|      |        | Vestmannaeyjar     |             |
|      |        | Vík                |             |